# Шееголовы
Шееголовы (лат. Panagaeus) — род жужелиц из подсемейства Harpalinae, насчитывающий 14 видов.

## Описание
Голова позади глаз с шеевидной перетяжкой. Тело имеет густой волосяной покров. Каждое из надкрылий имеет по два красных пятно: большие перед серединой и маленькими округлыми перед вершиной. Переднеспинка почти круглая, в грубых морщинистых точках и длинных волосках. Последний сегмент челюстных щупиков эксцентрично присоединён к косо срезанной вершине предпоследнего сегмента.

## Список видов
- Hologaeus Ogueta, 1966
  - Panagaeus cruciger Say, 1823
  - Panagaeus panamensis LaFerte-Senectere, 1851
  - Panagaeus quadrisignatus Chavrolat, 1835
  - Panagaeus sallei Chaudoir, 1861
  - Panagaeus asuai Ogueta, 1966
  - Panagaeus fasciatus Say, 1823
- Panagaeus Latreille, 1802
  - Panagaeus davidi Fairmaire, 1887
  - Panagaeus abei Nakane, 1997
  - Шееголов малый (Panagaeus bipustulatus Fabricius, 1775)
  - Panagaeus coreanus Nakane, 1997
  - Шееголов большой (Panagaeus cruxmajor  Linnaeus, 1758)
  - Panagaeus japonicus Chaudoir, 1861
  - Panagaeus relictus Semenov & Bogachev, 1938
  - Panagaeus robustus A. Morawitz, 1862